# Saison 9 des Experts
Chronologie
Saison 8 Saison 10
La neuvième saison des Experts a été diffusée aux États-Unis entre le 9 octobre 2008 et 14 mai 2009. La saison marque le départ de l'acteur principal William Petersen, remplacé par Laurence Fishburne après le dixième épisode.

## Résumé
La saison débute avec la mort de Warrick, et toute l'équipe est bouleversée. Les Experts résolvent l'affaire de Warrick et réussissent à arrêter le shérif Jeffrey McKeen. Sara Sidle fait son apparition au début de la saison pour les funérailles de Warrick. Grissom quitte son travail et part pour rejoindre sa copine Sara. Un nouveau personnage a été introduit, il s'agit de Riley Adams pour remplacer Warrick. Après le départ de Grissom, le Dr Raymond Langston, rejoint l'équipe.

## Distribution

### Acteurs principaux
- William Petersen (V.F.: Stéfan Godin) : Gil Grissom (épisodes 1 à 10, invité épisode 16)
- Laurence Fishburne (V.F.: Paul Borne) : Dr Raymond Langston[1] (épisodes 11 à 24, invité épisodes 9 et 10)
- Marg Helgenberger (V.F.: Emmanuelle Bondeville) : Catherine Willows
- Gary Dourdan (V.F.: Éric Aubrahn) : Warrick Brown (épisode 1)
- George Eads (V.F.: Denis Laustriat) : Nick Stokes
- Paul Guilfoyle (V.F.: François Dunoyer) : Jim Brass
- Eric Szmanda (V.F.: Benjamin Boyer) : Greg Sanders
- Robert David Hall (V.F.: Pascal Casanova) : Albert Robbins
- Wallace Langham (V.F.: Jérémy Prévost) : David Hodges
- David Berman (V.F.: Jérémy Prévost) : David Phillips
- Liz Vassey (V.F.: Nathalie Bienaimé) : Wendy Simms
- Lauren Lee Smith (V.F.: Laura Préjean) : Riley Adams[2] (épisodes 3-24)

### Acteurs récurrents et invités
- Jorja Fox (V.F.: Laurence Dourlens) : Sara Sidle (épisodes 1, 2, 5 et 10)
- Archie Kao : Archie Johnson
- Sheeri Rappaport (en) : Mandy Webster
- Jon Wellner (V.F.: Jérôme Frossard) : Henry Andrews
- Marc Vann : Conrad Ecklie
- Taylor Swift : Haley Jones[3] (épisode 16)
- Bruce Weitz : Leon Solcomb (épisode 2)
- Aldis Hodge : Tony Thorpe (épisode 2)
- Rachelle Lefèvre : Kumari (épisode 5)
- Peyton List : Michelle Tounay (épisode 5)
- Melinda Clarke : Lady Heather (épisode 5)
- Sung Kang : Jang (épisode 6)
- Lauren Tom : Bae Chin (épisode 6)
- James Kyson Lee : Office Kwan (épisode 6)
- Joey King : Nora Rowe (épisode 7)
- Alison Pill : Kelsey Levin (épisode 7)
- Tiffany Hines : Layla Wells (épisode 8)
- Seamus Dever : Drew Rich (épisode 8)
- Bill Cobbs : Harry Bastille (épisode 8)
- Tippi Hedren : Karen Rosenthal (épisode 8)
- Katheryn Winnick : Maureen Martin (épisode 10)
- Victoria Pratt : Carla Banks (épisode 11)
- Daniella Alonso : Liz Martin / Rosa Gonzles (épisode 13)
- Megan Hilty : Kiwi Long (épisode 13)
- Allison Scagliotti : Jemma (épisode 13)
- John Schneider : Mickey Ross (épisode 15)
- Alessandra Torresani : Bree Lindale (épisode 16)
- Michael Trevino : Dave Henkel (épisode 16)
- Fredric Lehne : Frank Carrow (épisode 16)
- Rob Benedict : Brian Morley (épisode 17)
- Matt O'Leary : Dan Forester (épisode 18)
- Charisma Carpenter : Mink (épisode 19)
- Liza Weil : Risa Varness (épisode 20)
- Jaime Ray Newman : Melinda Carver (épisode 20)
- Sam Horrigan : Eric Tobin (épisode 22)
- Mark Pellegrino : Bruno Curtis (épisode 24)
- Cynthia Watros : Barbie Aubrey (épisode 24)
- Gerald McRaney : Eli Schindler (épisode 24)

## Épisodes

### Épisode 183:Pour Warrick
- États-Unis /  Canada : 9 octobre 2008 sur CBS / CTV[4]
- France : 28 février 2010
- Québec : date inconnue

- États-Unis : 23,49 millions de téléspectateurs[5]
- Canada : 3,163 millions de téléspectateurs[6]
- France : 8,33 millions de téléspectateurs soit 32,9 % de part de marché et 48,5 % de ménagères[7]

- Liz Vassey (Wendy Simms)
- Marc Vann (Conrad Ecklie)
- Archie Kao (Archie Johnson)
- Jorja Fox (Sara Sidle)
- Gerald McCullouch (Bobby Dawson)
- Sheeri Rappaport (Mandy Webster)
- Jon Wellner (Henry Andrews)
- Conor O'Farrell (Undersheriff McKeen)
- Larry Mitchell (Officer Mitchell)
- Meta Golding (Tina Brewster)
- Joseph Patrick Kelly (Officer Metcalf)
- DeLon Howell (Officer Devlin)
- David Gianopoulos (Daniel Pritchard)
- Thom Gossom Jr. (Minister)

### Épisode 184:La vie est un songe
- États-Unis : 16 octobre 2008
- France : 7 mars 2010

- États-Unis : 19,28 millions de téléspectateurs[8]
- France : 8,3 millions de téléspectateurs soit 30,6 % de part de marché et 45,2 % de ménagères[9]

- Jorja Fox (Sara Sidle)
- Sheeri Rappaport (Mandy Webster)
- Geoffrey Rivas (Det. Vega)
- Glenne Headly (Viviana Conway aka Madame Marvelous)
- Sam Murphy (Scott Bonfilio)
- Bruno Campos (Randy Hopper)
- Gabriel Casseus (Det. Williams)
- Kristin Dattilo (Paula Bonfilio)
- Ricki Noel Lander (Sprig Grenigier)
- Michelle Anne Johnson (Pamela Adler)
- Ntare Guma Mbaho Mwine (Tom Adler)
- Nicole Vicius (Trixie)
- Bruce Weitz (Leon Slocomb)
- Aldis Hodge (Tony Thorpe)
- Ivar Brogger (Jacob Wolf)
- Ryan Doom (Brett Davidson)
- Linara Washington (Grace Powell)
- Connie Sawyer (Old Lady)
- Adrienne Smith (Day Care Worker)
- Bambadjan Bamba (Bellman)
- Mark Nelson (Clucker #1)
- Martin Chow (Clucker #2)
- Baadje-Lyne Odums (Clucker #3)
- Larry Sullivan (Officer Akers)
- Paula Francis (elle-même)
- Gina Cancelliere (elle-même)

### Épisode 185:Natures mortes
- États-Unis : 23 octobre 2008
- France : 28 février 2010

- États-Unis : 19,49 millions de téléspectateurs[10]
- France : 7,6 millions de téléspectateurs soit 37,1 % de part de marché et 54,8 % de ménagères[7]

- Alex Kingston (Patricia Alwick)
- Jeffrey Tambor (Jerzy Skaggs)
- Will McCormack (Langston Weller)
- Marc Vann (Conrad Ecklie)
- Alex Carter (Det. Vartann)
- Sheeri Rappaport (Mandy Webster)
- Jon Wellner (Henry Andrews)
- K.C. Ramsey (Jogger)
- Clara York (Stroller Lady)
- Geneva Somers (Carla Peretti)
- Gabriel Casseus (Det. Gabriel Williams)
- Googy Gress (Cabbie)
- Joe Ochman (Bird Watcher)
- Alexandra Barreto (Distraught Woman)
- Ritchie Coster (Arthur Blisterman)
- Davis Wyn (Darley Soon)
- Nina Millin (Street Person #1)
- Jordan Tartakow (Street Person #2)
- Gregg Binkley (Street Person #3)
- Carsun Hall (Boy)

### Épisode 186:Pas de veine
- États-Unis : 30 octobre 2008
- France : 7 mars 2010

- États-Unis : 19,1 millions de téléspectateurs[11]
- France : 7,8 millions de téléspectateurs soit 30,6 % de part de marché[9]

- Nicholas Turturro (Goya)
- Jason Lewis (Craig Hess)
- Alex Carter (Det. Vartann)
- Sheeri Rappaport (Mandy Webster)
- Kay Panabaker (Lindsey Willows)
- Carlos Alazraqui (Officer Brady)
- Alex Meneses (Emelina Carlos)
- Nicole Paggi (Sylvie Thornton)
- Alex Solowitz (Barry Wunderlick)
- Alexandra Willers (Angela Carlos)
- Giuseppe Andrews (Joe)
- Randolph Adams (Zombie Butcher)
- Larry Mitchell (Officer Mitchell)
- Anadel Baughn (Convenience Store Clerk)
- Nicole Malgarini (Donut Dolly)
- Edy Ganem (dancer)

### Épisode 187:Attache-moi si tu peux
- États-Unis /  Canada : 6 novembre 2008
- France : 7 mars 2010

- États-Unis : 18,18 millions de téléspectateurs[12]
- Canada : 1,906 million de téléspectateurs[13]
- France : 6,4 millions de téléspectateurs soit 33,5 % de part de marché[9]

- Archie Kao (Archie Johnson)
- Melinda Clarke (Lady Heather)
- Jon Wellner (Henry Andrews)
- Peyton List (Michelle Tournay)
- Sam Upton (Ian Wallace)
- Jessica Barth (Justine Stefani)
- Gil McKinney (Martin Devlin)
- Rachelle Lefèvre (Kumari)
- Edi Gathegi (Skinny Dude)
- Larry Mitchell (Officer Mitchell)

### Épisode 188:Bang! Bang!
- États-Unis : 13 novembre 2008
- France : 14 mars 2010

- États-Unis : 19,05 millions de téléspectateurs[15]
- France : 6,16 millions de téléspectateurs[16] (première diffusion)

- Archie Kao (Archie Johnson)
- Jose Zuniga (Det. Chris Cavaliere)
- Jon Wellner (Henry Andrews)
- Olivia Sui (Korean Teenager)
- Gavin Toy (Park Bang)
- Brian Fong (Korean Father)
- Sung Kang (Jang)
- Jin Yang (Kora Sil)
- Kevin Moon (Sung Bang)
- Robert Dahey (Plastic Surgeon)
- Patrick Labyorteaux (Bob Lenz)
- Lauren Tom (Bae Chin)
- Lanny Joon (Jin Ming/Mr. Pan)
- June Kyoko Lu (Mrs. Lee)
- Larry Mitchell (Officer Mitchell)
- Anthony DeSantis (E.R. Doctor)
- Peter MacKenzie (Dr Eisling)
- James Kyson Lee (Office Kwan)
- Larry Sullivan (Officer Akers)

### Épisode 189:Échos du passé
- États-Unis : 20 novembre 2008
- France : 14 mars 2010

- États-Unis : 18,45 millions de téléspectateurs[17]
- France : 6,067 millions de téléspectateurs[18]

- Archie Kao (Archie Johnson)
- Joshua Malina (DA Monroe)
- Joey King (Nora Rowe)
- Loren Dean (Peter Rowe)
- Alison Pill (Kelsey Levin)
- Billy Lush (Nathan Levin)
- Jose Zuniga (Det. Chris Cavaliere)
- Mike Hagerty (Hal Jackmin)
- Amy Aquino (ADA Valerie Nichols)
- Jessica Collins (Natalie Davis)
- Michael Ensign (Judge)
- Cyd Strittmatter (Dr Wilson)

### Épisode 190:Star de demain
- États-Unis : 4 décembre 2008
- France : 21 mars 2010

- États-Unis : 17,48 millions de téléspectateurs[19]
- France : 6,141 millions de téléspectateurs

- Archie Kao (Archie Johnson)
- Tippi Hedren (Karen Rosenthal)
- Robert Guillaume (Sonny Bridges)
- Larry Mitchell (Officer Mitchell)
- Tiffany Hines (Layla Wells)
- Benjamin Bledsoe (Kip Westerman)
- Holt McCallany (Mr. Westerman)
- Seamus Dever (Drew Rich / Marvin Fleck)
- Bill Cobbs (Harry Bastille)
- Ralph Waite (Sheriff Montgomery)
- Richard Steinmetz (en) (Jules Rosenthal)
- George Schlatter (lui-même)
- Lance Irwin (Huge Man)
- La Monde Byrd (Young Harry Bastille)
- Sarah Poynter (Young Karen Rosenthal)
- Nicole Gabriella Scipione (Waitress)

### Épisode 191:Un chapitre se ferme...
- États-Unis : 11 décembre 2008
- France : 28 mars 2010

- États-Unis : 20,86 millions de téléspectateurs[20]
- France : 8,3 millions de téléspectateurs[21] (première diffusion)

- Marc Vann (Conrad Ecklie)
- Archie Kao (Archie Johnson)
- Alex Carter (Det. Vartann)
- Sheeri Rappaport (Mandy Webster)
- Bill Irwin (Nathan Haskell)
- Brad Carter (Gerald Tolliver)
- Amy Aquino (ADA Valerie Nichols)
- Shane Woodson (Overcoat Man)
- Larry Sullivan (Officer Akers)
- Maury Sterling (Det. Ken Martz)
- Richard Gilliland (Mr. Steiner)
- Caroline Aaron (Mrs. Steiner)
- Jimmi Simpson (Thomas)
- Aimee DeShayes (Silvia)
- David H. Lawrence XVII (Car Wash Manager)
- Stephan Sowan (Richie)
- Todd Giebenhain (Donny)
- Roy Vongtama (Student #1)
- Matt O'Leary (Dan Forester)
- Mimi Michaels (Tiffany Cohen)
- Josh Jacobson (Joel Steiner)

### Épisode 192:... un autre s'ouvre
- États-Unis /  Canada : 15 janvier 2009
- France: 28 mars 2010

- États-Unis : 24,25 millions de téléspectateurs[22]
- Canada : 2,566 millions de téléspectateurs[23]
- France : 7,9 millions de téléspectateurs[21] (première diffusion)

- Marc Vann (Conrad Ecklie)
- Archie Kao (Archie Johnson)
- Sheeri Rappaport (Mandy Webster)
- Jon Wellner (Henry Andrews)
- Bill Irwin (Nathan Haskell)
- Jimmi Simpson (Thomas)
- Katheryn Winnick (Maureen Martin)
- Joe Kelly (Office Metcalf)
- Larry Sullivan (Officer Akers)
- Larry Mitchell (Officer Mitchell)
- Mark Rolston (Sheriff)
- Josh Jacobson (Joel Steiner)
- Mimi Michaels (Tiffany Cohen)
- Stephen Snedden (Steven Dougherty)
- Wynn Everett (en) (Hallie Doniphon)
- Matt O'Leary (Dan Forester)
- Brad Carter (Gerald Tolliver)

### Épisode 193:Des débuts explosifs
- États-Unis /  Canada : 22 janvier 2009
- France : 4 avril 2010

- États-Unis : 17,57 millions de téléspectateurs[24]
- Canada : 1,883 million de téléspectateurs[25]
- France : 5,97 millions de téléspectateurs[26] (première diffusion)

- Marc Vann (Conrad Ecklie)
- Archie Kao (Archie Johnson)
- Michelle Clunie (Paulla Kingsley)
- Darren Burrows (Mr. Jim Hilliard)
- Amy Hathaway (Diane Palento)
- Larry Sullivan (Officer Akers)
- Victoria Pratt (Carla Banks)
- Anthony Starke (Richard Palento)
- K'Sun Ray (Alex Palento)
- Michael Cudlitz (Josh Barston)
- Lisa Arturo (Mrs. Hilliard)

### Épisode 194:Des agents très spéciaux
- États-Unis /  Canada : 29 janvier 2009
- France : 4 avril 2010

- États-Unis : 20,15 millions de téléspectateurs[27]
- France : 5,97 millions de téléspectateurs[26] (première diffusion)

- Jon Wellner (Henry Andrews)
- Kurt Caceres (William Ray Hatford / Billy Ray Salvi)
- Vince Vieluf (Stoner Dude)
- Frank Whaley (Miles Beckman / Miles Gillson)
- Paula Malcomson (Emma Mossler / Emma Stanley)
- Matt Wiese (Vinnie Mingus)
- Jamie Harris (Howard Velco)
- Ric Sarabia (Fight Doctor / Reynaldo Fihlo)
- Valentina De Angelis (Rio)
- Alex Skuby (FBI Agent Paul Briggs)
- Keith Szarabajka (Randy)
- Larry Mitchell (Officer Mitchell)
- Hallie Lambert (Dispatch Cop)
- Paula Francis (elle-même)

### Épisode 195:Affaire de dégoût
- États-Unis / Canada : 12 février 2009
- France : 11 avril 2010

- États-Unis : 17,94 millions de téléspectateurs[28]
- Canada : 1,955 million de téléspectateurs[29]
- France : 7,0 millions de téléspectateurs[30] (première diffusion)

- Archie Kao (Archie Johnson)
- Alex Carter (Det. Vartann)
- Sheeri Rappaport (Mandy Webster)
- Jon Wellner (Henry Andrews)
- Daniella Alonso (Liz Martin/Rosa Gonzles)
- Drew Tyler Bell (Max Stanton)
- Pat Asanti (Robert "Bob" Graham)
- Megan Hilty (Kiwi Long)
- Dameon Clarke (Scott Tucker)
- Jeffrey D. Stevens (Paramedic)
- Hollie Stenson (Melinda Tucker)
- Patricia Forte (Marge)
- Nik Tyler (Jackson)
- Allison Scagliotti (Jemma)
- Marc Joseph (Gary Comstock)
- Alexandra Krosney (Silver)
- John Ales (Timothy Rand)

### Épisode 196:Liaison et conséquences
- États-Unis /  Canada : 19 février 2009
- France : 11 avril 2010

- États-Unis : 16,92 millions de téléspectateurs[31]
- Canada : 2,156 millions de téléspectateurs[32]
- France : 7,5 millions de téléspectateurs[30] (première diffusion)

- Jon Wellner (Henry Andrews)
- Kathleen York (A.D.A. Hardt)
- Melinda McGraw (Mrs. Griffin)
- Miguel Ferrer (Defense Attorney Whitten)
- David Starzyk (Congressman Griffin)
- Vanessa Bell Calloway (Judge Himmel)
- Steve Kazee (Dominic Humphreys)
- Elizabeth Chomko (Amber Jones)
- Clayne Crawford (Tommy Ruby)
- Tomiko Martinez (Officer)
- Christa B. Allen (Matty Moore)
- Amy Stewart (Melissa Humphreys)
- Larry Mitchell (Officer Mitchell)
- Rick Worthy (Dr Stewart)
- Natasha M. Dixon (Reporter #1)
- Josie Di Vincenzo (Reporter #2)

### Épisode 197:Moi, moi, moi
- États-Unis /  Canada : 26 février 2009
- France : 18 avril 2010

- États-Unis : 17,72 millions de téléspectateurs[33]
- Canada : 2,74 millions de téléspectateurs[34]
- France : 7,2 millions de téléspectateurs[35] (première diffusion)

- Archie Kao (Archie Johnson)
- John Schneider (Mickey Ross)
- Michael Weston (Ryan/Tripp/Carsten)
- Alex Carter (Det. Vartann)
- Sheeri Rappaport (Mandy Webster)
- Jose Zuniga (Det. Cavaliere)
- Wendy Glenn (Darcy Farrell)
- Allison McAtee (Jena Mackin)
- William Lee Scott (Jeffrey Luvan)
- Tom O'Keefe (Gareth Morton)
- Yolanda Snowball (Motel Maid)
- J.R. Nutt (Pool Guy)
- John Aylward (Dr Paul Anton)
- Diane Salinger (Hilda Morton)

### Épisode 198:Les Quatre Saisons
- États-Unis /  Canada : 5 mars 2009
- France : 25 avril 2010

- États-Unis : 20,88 millions de téléspectateurs[36]
- Canada : 2,474 millions de téléspectateurs[37]
- France : 7,6 millions de téléspectateurs[38] (première diffusion)

- Archie Kao (Archie Johnson)
- Taylor Swift (Hayley Jones)
- Alex Carter (Det. Vartann)
- Sheeri Rappaport (Mandy Webster)
- Jon Wellner (Henry Andrews)
- Larry Mitchell (Officer Mitchell)
- Alessandra Torresani (Bree Lindale)
- Stephen Heath (Wiry Man)
- Geoffrey Blake (Mark Jones)
- Lisa Darr (Nicole Jones)
- Colton James (Zack Fenish)
- John D'Aquino (Gavin Fenish)
- Michael Trevino (Dave Henkel)
- Kirk Bovill (Dale Durney)
- Suzanne Friedline (Mrs. Leigh Lindale)
- Dave Florek (Old Man)
- Fredric Lehne (Frank Carrow)
- Miriam Drew (Tanya Carrow)

### Épisode 199:Sans issue
- États-Unis /  Canada : 12 mars 2009
- France : 18 avril 2010

- États-Unis : 17,13 millions de téléspectateurs[39]
- Canada : 1,611 million de téléspectateurs[40]
- France : 7,0 millions de téléspectateurs[35] (première diffusion)

- Denzel Whitaker (Frankie Kirkland)
- Geoffrey Rivas (Det. Sam Vega)
- Larry Mitchell (Officer Mitchell)
- Michael J. Pagan (Reggie Hatcher)
- Wiley Pickett (Training Officer)
- James Kirayama-Lem (Witness #1)
- Dana Barron (Witness #2)
- Rob Benedict (Brian Morley)
- Vincent Duvall (Swat Lt. Jack Parker)
- Michael Bryan French (Dr Franks)

### Épisode 200:Bas les masques
- États-Unis /  Canada : 2 avril 2009
- France : 2 mai 2010

- États-Unis : 14,63 millions de téléspectateurs[41]
- Canada : 1,923 million de téléspectateurs[42]
- France : 7,5 millions de téléspectateurs[43] (première diffusion)

- Matt O'Leary (Dan Forester)
- Aimee Deshayes (Silvia Mallick)
- Aaron Aguilera (Fantasma)
- Carlos Carrasco (Payaso Solitario)
- Conrad Roberts (en) (Palo Priest)
- Rey Gallegos (Julio Maytorena)
- Tequila Mockingbird (Voodoo Patron #1)
- Megan De Lucas (Voodoo Patron #2)
- Martin Fernandez Lepe (Mercurio Jr.)
- Victor Cabillo (Wrestler #7)
- Jesus Garcia (Chivo #1)
- Omar Garcia (Chivo #2)

[200e épisode]

### Épisode 201:Sur la terre comme au ciel
- États-Unis /  Canada : 9 avril 2009
- France : 25 avril 2010

- États-Unis : 16,63 millions de téléspectateurs[44]
- Canada : 2,265 millions de téléspectateurs[45]
- France : 7,3 millions de téléspectateurs[38] (première diffusion)

- Archie Kao (Archie Johnson)
- Jon Wellner (Henry Andrews)
- Charisma Carpenter (Mink)
- Greg Germann (George)
- Larry Sullivan (Officer Akers)
- Jeffrey D. Stevens (Paramedic)
- Timothy McLaughlin (Flight Mechanic)
- Erin Daniels (Schuyler)
- Ivo Nandi (Max Girard)
- Emmanuel Delcour (Pierre Delongue)
- Charley Rossman (Highway Patrolman)
- Andrew Kirsanov (Holy Steven)
- Lindsay Hartley (Gretchen Javid)
- Kavon Karami (Ismail Javid)
- Michael Gianelli (Allen McKenna)
- Eric Allan Kramer (Deputy Sheriff)
- Joe Ochman (Bird Watcher)
- Christopher Maleki (en) (Persian Killer)

### Épisode 202:L'Odyssée de l'espace
- États-Unis /  Canada : 16 avril 2009
- France : 2 mai 2010

- États-Unis : 15,72 millions de téléspectateurs[46]
- France : 6,9 millions de téléspectateurs[43](première diffusion)

- Archie Kao (Archie Johnson)
- Jon Wellner (Henry Andrews)
- Sheeri Rappaport (Mandy Webster)
- Kate Vernon (Dr Penelope Russell)
- Jaime Ray Newman (Melinda Carver)
- Liza Weil (Risa Parvess)
- Michael Welch (Steuben Lorenz)
- Patrick Bristow (Lionel Rose)
- Reg Rogers (Jonathan Danson)
- Josh Coxx (Commander Artemis Bishop)
- Judy Jean Berns (Mrs. Rose)
- Ronald D. Moore (lui-même)
- Michelle Belegrin (Yeoman Malloy)
- Karl Herlinger (William)
- Bradford Tatum (Ensign Garth)
- Randy Lowell (Collectibles Dealer)
- Christine Scott Bennett (Yeoman Sally Malloy (1960))
- Matthew Willig (Gorth (1960))

- L'ensemble de l'épisode est un clin d'œil à la série télévisée Star Trek. En effet, l'épisode commence sur une série de science-fiction appelée Astroquest dont les scènes, les costumes, la langue Licon (klingon), le nom de certains personnages et la phrase « Il est mort, Jim. » rappellent la série Star Trek.
- L'épisode a été écrit par les scénaristes de la série Battlestar Galactica.

### Épisode 203:Juste et équitable
- États-Unis /  Canada : 23 avril 2009
- France : 9 mai 2010

- États-Unis : 14,64 millions de téléspectateurs[47]
- Canada : 1,559 million de téléspectateurs[48]
- France : 7,49 millions de téléspectateurs[49] (première diffusion)

- Archie Kao (Archie Johnson)
- Marc Vann (Conrad Ecklie)
- Henry Thomas (Jeremy Kent)
- Charlotte Ross (Sabrina Owen)
- Adolphus Ward (Thomas Harrott)
- John Prosky (ADA Vanderpool)
- John Bain (Tyler Owen)
- Mark Totty (Clint Owen)
- Steve Seagren (Middle-Aged Detective)
- Brooke Newton (Sabrina Littee)

### Épisode 204:La Rage au ventre
- États-Unis /  Canada : 30 avril 2009
- France : 16 mai 2010

- États-Unis : 15,54 millions de téléspectateurs[50]
- Canada : 1,612 million de téléspectateurs[51]
- France : 7,37 millions de téléspectateurs[52] (première diffusion)

- Alex Carter (Detective Vartann)
- Jere Burns (Dr Shaw)
- Michele Greene (Sue Schiff)
- Danielle Nicolet (Rhonda)
- Stacey Oristano (Diana)
- Caryn Mower (Mrs. Darla Kelly)
- Rey Valentin (Elvis Rodriguez)
- Ray Porter (Carl Van Goe)
- Sam Horrigan (Eric Tobin)
- Cristin Michele (Kayla Nootens)
- Jeffrey D. Stevens (Paramedic)
- Stephen Whelan (Records Clerk)

### Épisode 205:Flic ou motard
- États-Unis /  Canada : 7 mai 2009
- France : 16 mai 2010

- États-Unis : 14,91 millions de téléspectateurs[53]
- Canada : 1,668 million de téléspectateurs[54]
- France : 7,0 millions de téléspectateurs[52] (première diffusion)

- Marc Vann (Conrad Ecklie)
- Archie Kao (Archie Johnson)
- Sheeri Rappaport (Mandy Webster)
- Larry Mitchell (Officer Mitchell)
- Geoffrey Rivas (Det. Sam Vega)
- Andy Mackenzie (Badger)
- Jamie McBride (Joey Niagra/Jack Nettles)
- Lorin McCraley (Judge Death)
- Joe Reitman (Jackass)
- Bonnie Root (Tonya Charles)
- Ally Walker (Rita Nettles)
- Kevin Thomas (Smitty)
- Gene Blevins (Rudy Ronnie)
- Brian Allen (Teddy Floyd)
- Jernard Burks (Lot Attendant)
- Tim Sitarz (Hooper)
- Joseph Patrick Kelly (Desk Officer)
- VJ Foster (Lead Righteous Dog)
- Jason Sweat (Officer Lawrence)

### Épisodes 206:Pour une poignée de jetons
- États-Unis /  Canada : 14 mai 2009
- France : 23 mai 2010

- États-Unis : 14,81 millions de téléspectateurs[55]
- France : 5,6 millions de téléspectateurs[56] (première diffusion)

- Cynthia Watros (Barbie Aubrey)
- Gerald McRaney (Eli Schindler)
- Marc Vann (Conrad Ecklie)
- Sheeri Rappaport (Mandy Webster)
- Mark Pellegrino (Bruno Curtis)
- Brian Oerly (Huston Dobbs)
- Andrew Rothenberg (Walter Ellis)
- Peter Breitmayer (Clayton Ferris)
- Wayne Wilderson (Paramedic)
- Shelli Bergh (Nurse Belinda)
- Carlos Moreno Jr. (Landscaper)
- Dusty Sorg (Counter Boy)
- Larry Udy (Patron #1)
- Conny Van Dyke (Patron #2)
- Paula Francis (elle-même)